# Halgejoog, Karwar
Halgejoog là một làng thuộc tehsil Karwar, huyện Uttara Kannada, bang Karnataka, Ấn Độ.